# Црква Светог пророка Илије у Нишкој Бањи
Црква Светог пророка Илије у Нишкој Бањи је православни храм који припада Епархији нишкој Српске православне цркве.